# Annapolis Convention
Die Annapolis Convention war eine Versammlung von zwölf Delegierten aus fünf Bundesstaaten der Vereinigten Staaten in Annapolis. Sie berief den Verfassungskonvent.

## Hintergrund

### Schwäche des Konföderationskongress

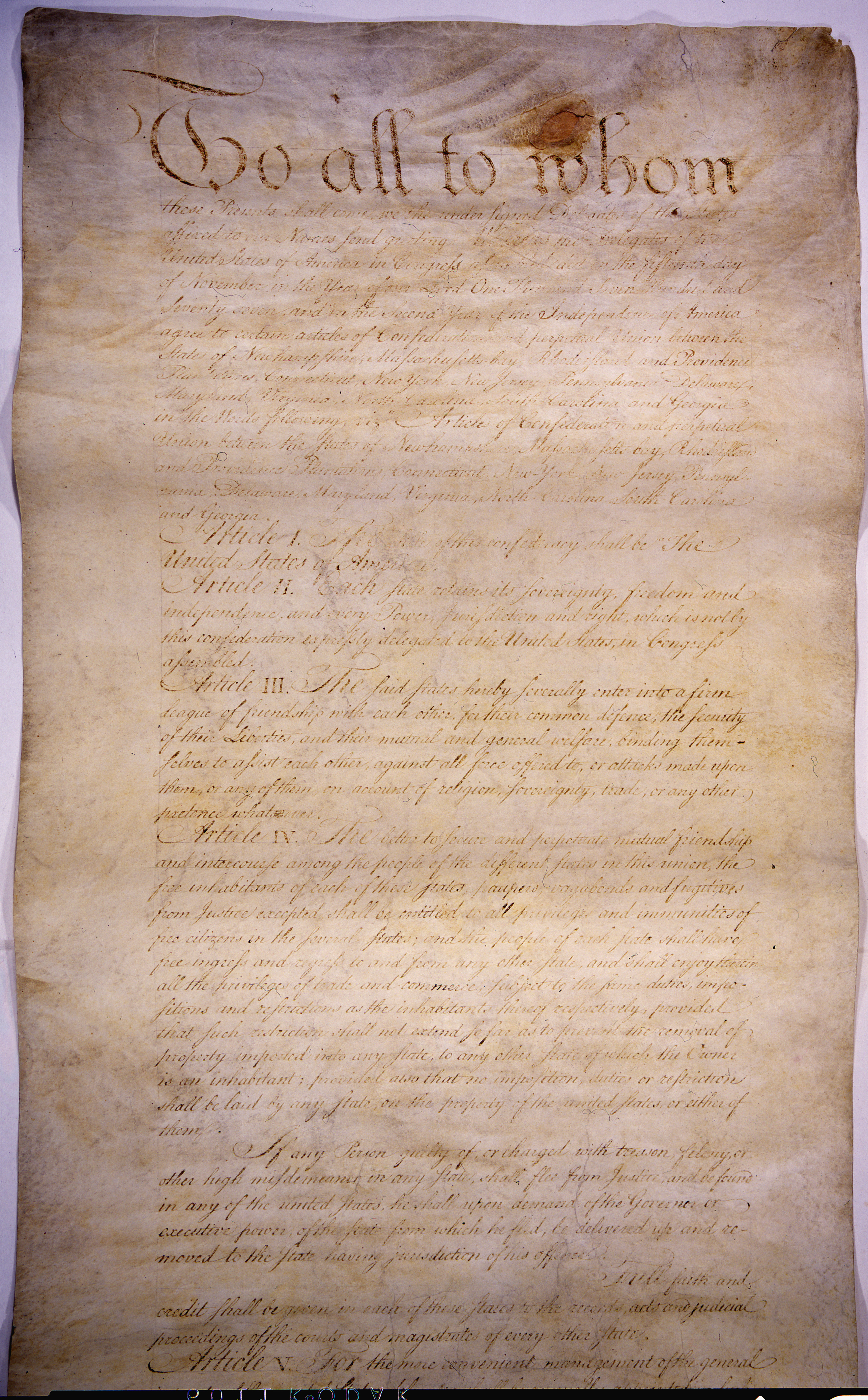
Die Konföderationsartikel

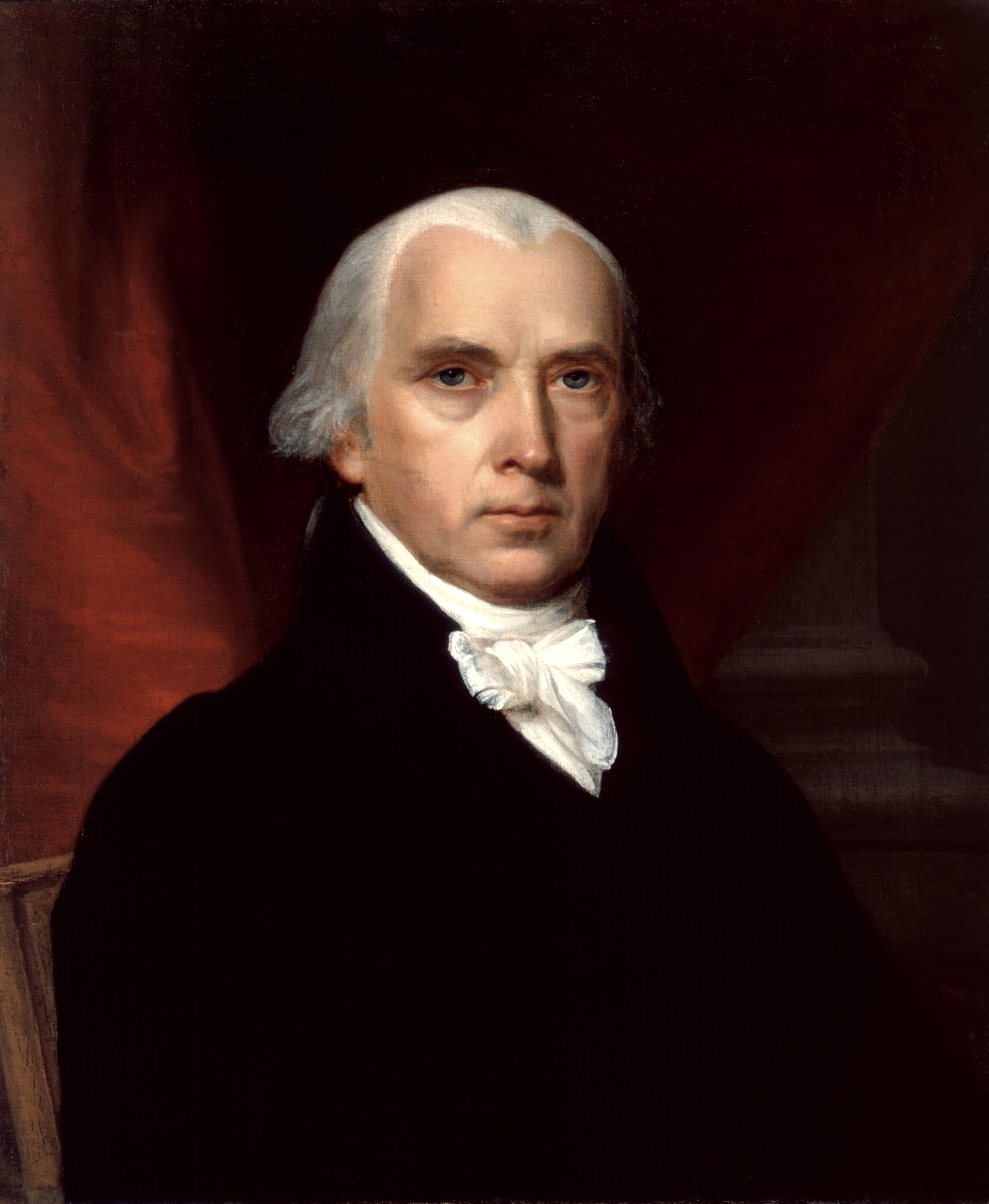
James Madison (John Vanderlyn, 1816)

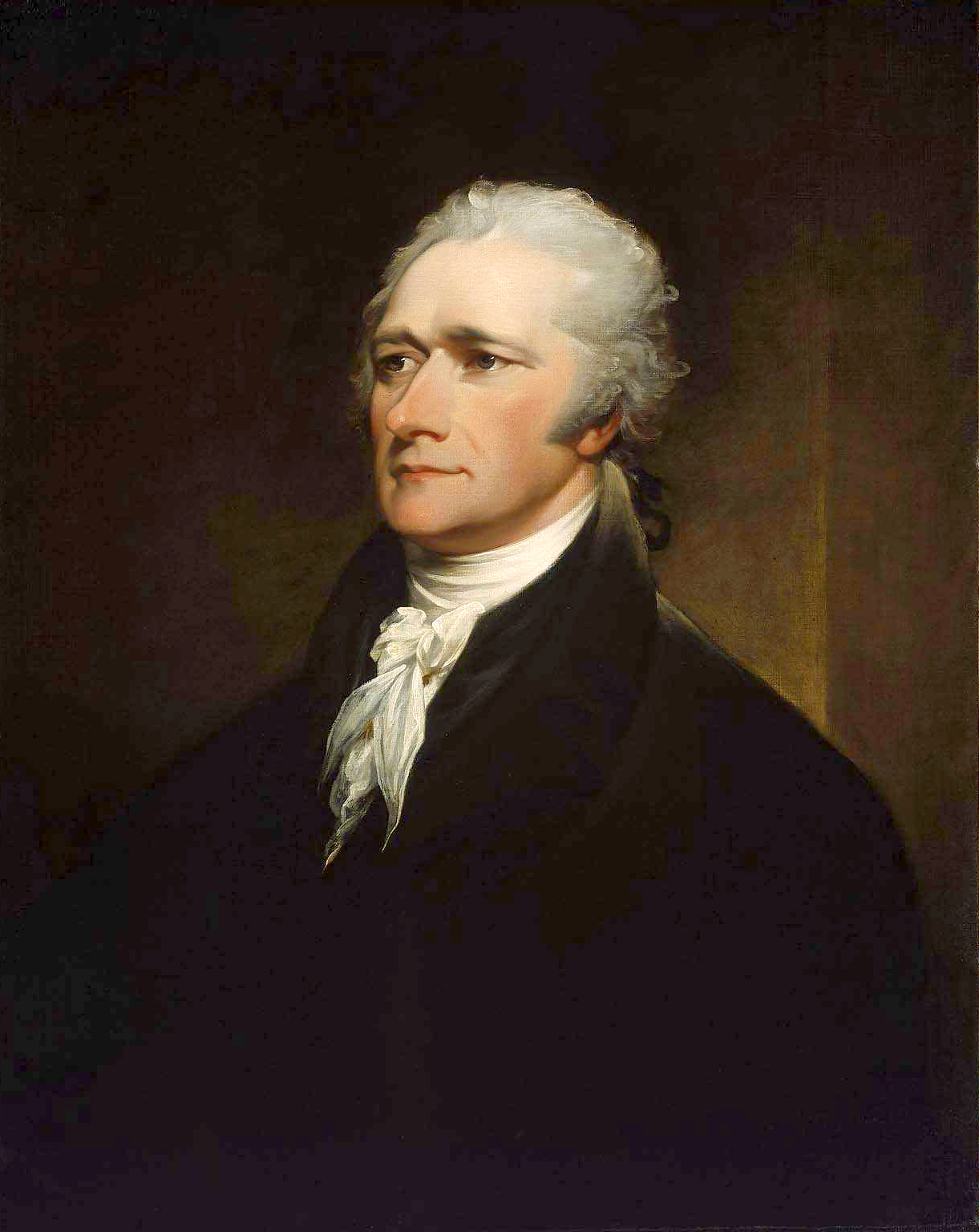
Alexander Hamilton auf einem Ölgemälde von John Trumbull, 1806

Nach dem Ende des Unabhängigkeitskrieges fehlte den jungen Vereinigten Staaten eine starke Nationalregierung. Der Konföderationskongress konnte unter den Konföderationsartikeln nicht ihren Willen gegenüber den Bundesstaaten durchsetzen. Auf diese war der Konföderationskongress auch finanziell angewiesen - Die Konföderationsartikel erlaubten dem Konföderationskongress nämlich nicht, eigene Steuern zu erheben. Versuche, die Konföderationsartikel zu ändern, scheiterten an den Bundesstaaten. Der Konföderationskongress galt als so unbedeutend, dass viele Abgeordnete oft nicht mal mehr an Sitzungen teilnahmen. Das Erreichen eines Quorums wurde im Konföderationskongress zu einer Hürde. Des Weiteren verstanden sich die Bürger der Vereinigten Staaten nicht als US-Amerikaner, sondern als Virginier, New Yorker etc. Außenpolitisch gesehen war die junge Nation auch schwach. Die ehemalige Kolonialmacht, das Königreich Großbritannien, hielt noch Kanada und mehrere strategisch bedeutende Festungen im Westen und war bereit, die ehemalige Kolonie zu reintegrieren, falls sie in Einzelstaaten zerfiele. Das Königreich Spanien, das das westlich gelegene Louisiana kontrollierte, stritt sich mit den Vereinigten Staaten um die Kontrolle des Mississippi River. Den Kontinentalkongress stärken wollten Föderalisten wie James Madison, Alexander Hamilton, Robert Morris und Gouverneur Morris.

### Mount Vernon Conference
Auf Grund seiner Schwäche konnte der Konföderationskongress auch keine Dispute zwischen den einzelnen Staaten schlichten. Einer dieser Konflikte war ein Handelsdisput zwischen Virginia und Maryland um den Potomac River, den Pocomoke River und die Chesapeake Bay, die auf der Grenze zwischen den Staaten lagen. Um den Konflikt zu schlichten, wurde ein Konvent in Alexandria berufen, der über den Potomac verhandelte. Der ehemalige Kommandeur der Kontinentalarmee George Washington hegte kommerzielle Interessen am Potomac, weshalb er seinen Landsitz Mount Vernon als Standort für den Konvent anbot. Das Angebot wurde angenommen. Die Delegierten aus Maryland und Virginia einigten sich am 28. März auf den Mount Vernon Compact, der den Potomac zu einer für Bürger von Virginia und Maryland zollfreien Zone machte. Der Konvent diente als gutes Beispiel für Kooperation zwischen den Bundesstaaten ohne Hilfe des Konföderationskongresses.
Kurze Zeit später adoptierte die State Legislature von Maryland eine Idee Washingtons, 1786 einen zweiten Konvent zu berufen. Es sollten auch Pennsylvania und Delaware eingeladen werden. Auf Betreiben von James Madison wurde dem Virginia General Assembly vorgeschlagen, alle Staaten zum zweiten Konvent einzuladen. Der Vorschlag wurde angenommen.

## Teilnehmer
- Pennsylvania: Tench Coxe
- New Jersey: William Houston, Abraham Clark, James Schureman
- Delaware: Richard Bassett, George Read, John Dickinson
- Virginia: St. George Tucker, James Madison, Edmund Randolph
- New York: Alexander Hamilton, Egbert Benson

## Verlauf
Viele zeigten sich apathisch zum Konvent: Nur 12 Delegierte aus fünf Staaten wohnten dem Konvent bei. Von den sechs New Yorkern, die am Konvent teilnehmen sollten, reisten nur Alexander Hamilton und Egbert Benson nach Annapolis, um teilzunehmen. Nicht mal Maryland, in dem Annapolis liegt, sandte Delegierte. Die Delegierten, die in Annapolis trotzdem mitwirkten, waren deshalb ausschließlich Föderalisten. John Dickinson wurde zum Leiter und Tench Coxe zum Sekretär ernannt. Das Ergebnis des Konvents war eine von Hamilton verfasste Schrift, die an alle Staaten und den Kontinentalkongress gesandt wurde. Die Versammelten sahen die Dispute zwischen den Bundesstaaten als Symptome der unter den Konföderationsartikeln schwachen Nationalregierung. Vorgeschlagen wurde ein erneuter Konvent im Mai des nächsten Jahres in Philadelphia, während dessen mögliche Änderungen (englisch: Amendments) zu den Konföderationsartikeln besprochen werden sollten.

## Folgen
Alleine hätte der Konvent möglicherweise nicht viel bewirkt, allerdings brachte die Shays’ Rebellion, eine Rebellion von Schuldnern in Massachusetts, die strukturellen Schwächen des Konföderationskongresses zum Vorschein und überzeugte die Staaten und den Konföderationskongress vom im Annapolis-Konvent vorgeschlagenen Konvent. Statt einfacher Änderungen besprachen die Teilnehmer der „Philadelphia Convention“, wie der Verfassungskonvent auch genannt wird, eine neue Verfassung, die noch heute gilt.